# 718 (číslo)
Sedm set osmnáct je přirozené číslo. Následuje po čísle sedm set sedmnáct a předchází číslu sedm set devatenáct. Římskými číslicemi se zapisuje DCCXVIII a řeckými číslicemi ψιη.

## Matematika
718 je:
- Deficientní číslo
- Poloprvočíslo
- Nešťastné číslo

## Astronomie
- (718) Erida je planetka hlavního pásu, kterou objevil v roce 1911 Johann Palisa

## Roky
- 718
- 718 př. n. l.